# ロッテスリー男爵
ロッテスリー男爵（英語: Baron Wrottesley）は、連合王国貴族の男爵位。
1838年に政治家の9代準男爵ジョン・ロッテスリーが叙されたのに始まる。

## 歴史
イングランド内戦の際に王党派として戦ったサー・ウォルター・ロッテスリー(1606–1659)は、1642年8月30日の勅許状でイングランド準男爵位(スタッフォード州におけるロッテスリーの)準男爵(Baronet, of Wrottesley in the County of Stafford）に叙せられた。
その子孫である9代準男爵サー・ジョン・ロッテスリー(1771–1841)はホイッグ党の庶民院議員を務め、1838年7月11日の勅許状で連合王国貴族爵位スタッフォード州におけるロッテスリーのロッテスリー男爵(Baron Wrottesley, of Wrottesley in the County of Stafford)に叙された
その長男である2代男爵ジョン・ロッテスリー(1798–1867)は、王立天文学会を創設した天文学者として知られる。
2016年現在の当主はその来孫である6代ロッテスリー男爵クリフトン・ロッテスリー(1968-)である。彼は2002年のソルトレイクシティ冬季五輪にスケルトン競技のアイルランド代表選手として出場し、4位をとっている。

## 現当主の保有爵位・準男爵位
現当主クリフトン・ロッテスリーは以下の爵位・準男爵位を保有している。
- スタッフォード州におけるロッテスリーの第6代ロッテスリー男爵
(6th Baron Wrottesley, of Wrottesley in the County of Stafford)
(1838年7月11日の勅許状による連合王国貴族爵位)
- (スタッフォード州におけるロッテスリーの)第14代準男爵
(14th Baronet "of Wrottesley, in the County of Stafford")
(1642年8月30日の勅許状によるイングランド準男爵位)

## 一覧

### (ロッテスリーの)準男爵 (1642年)
- 初代準男爵サー・ウォルター・ロッテスリー (1606–1659)
- 2代準男爵サー・ウォルター・ロッテスリー (1632頃–1686頃)
- 3代準男爵サー・ウォルター・ロッテスリー (1657頃–1712)
- 4代準男爵サー・ジョン・ロッテスリー (1682頃–1726)
- 5代準男爵サー・ヒュー・ロッテスリー (-1729)
- 6代準男爵サー・ウォルター・ロッテスリー (-1731)
- 7代準男爵サー・リチャード・ロッテスリー（英語版） (1721–1769)
- 8代準男爵サー・ジョン・ロッテスリー（英語版） (1744–1787)
- 9代準男爵サー・ジョン・ロッテスリー（英語版） (1771–1841) 
  - 1838年にロッテスリー男爵に叙される

### ロッテスリー男爵 (1838年)
- 初代ロッテスリー男爵ジョン・ロッテスリー（英語版） (1771–1841)
- 2代ロッテスリー男爵ジョン・ロッテスリー (1798–1867)
- 3代ロッテスリー男爵アーサー・ロッテスリー（英語版） (1824–1910)
- 4代ロッテスリー男爵ヴィクター・アレグザンダー・ロッテスリー (1873–1962)
- 5代ロッテスリー男爵リチャード・ジョン・ロッテスリー（英語版） (1918–1977)
- 6代ロッテスリー男爵クリフトン・ヒュー・ランスロット・ド・ヴァードン・ロッテスリー（英語版） (1968-)
  - 法定推定相続人は現当主の長男ヴィクター・ロッテスリー (2004-)